# Индустријска зона ди Молина (Виченца)
Индустријска зона ди Молина је насеље у Италији у округу Виченца, региону Венето.
Према процени из 2011. у насељу је живело 23 становника. Насеље се налази на надморској висини од 92 м.